# Spanisch-Ostindien

Spanisch-Ostindien

Spanisch-Ostindien war der Teil von Neuspanien, der die Besitzungen des Vizekönigreichs im malaiischen Archipel und in Mikronesien umfasste. Es bestand bis zum Deutsch-Spanischen Vertrag von 1899.

## Geographie
Südostasien wurde 1529 im Vertrag von Saragossa zwischen den damaligen Seemächten Portugal und Spanien aufgeteilt, wodurch der Seeweg von Europa nach Indien und zu den Molukken („Gewürzinseln“) Portugal zufiel. 
Die von Segelschiffen befahrenen Handelsrouten und damit die benötigten Stützpunkte waren abhängig vom Verlauf der Meeresströmungen im Pazifik und der typischen Windrichtung.

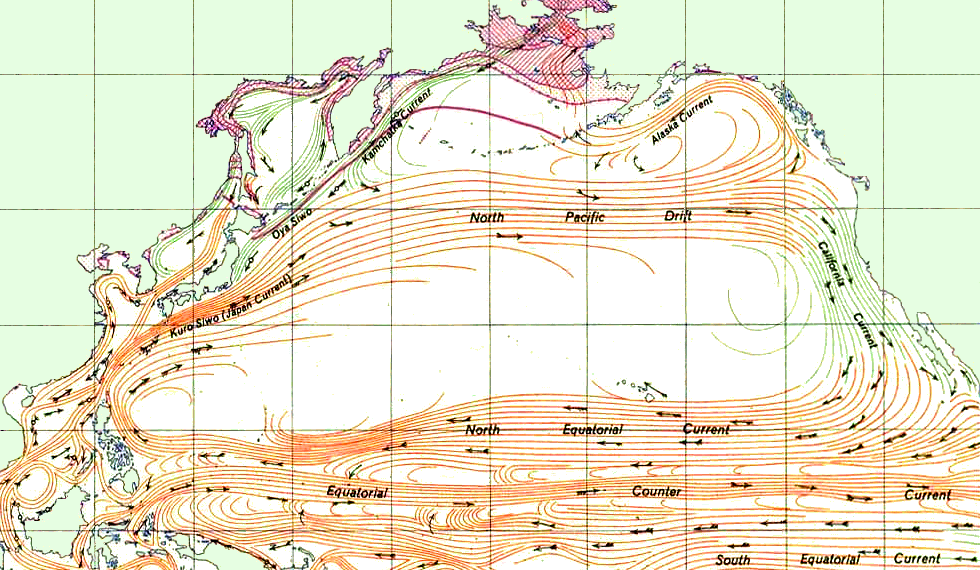
Strömungen im Nordpazifik

Die Spanier nutzten die Meeresströmung Kuroshio, welche zwischen Luzon auf den Philippinen entlang der Ostküste Taiwans verläuft, und segelten anschließend mit Unterstützung des Nordpazifischen Stroms weiter mit einem Zwischenstopp in Kalifornien bis zum Hafen von Acapulco. Auf der Seeroute in die andere Richtung nutzten sie den Nordäquatorialstrom und machten einen Zwischenstopp auf Guam. Die Schiffsfahrt zwischen Acapulco und den Philippinen dauerte durchschnittlich zwischen 79 Tagen und 123 Tagen. Von Acapulco gingen die Waren über Land nach Veracruz und von dort mit der Schatzflotte nach Spanien.

## Geschichte
Ein Generalgouverneur im Range eines Generalkapitäns verwaltete das Generalkapitanat der Philippinen von 1565 bis zur Unabhängigkeit Mexikos am 24. August 1821 als Teil des Vizekönigreichs Neuspanien. Von 1821 bis 1899 war Spanisch-Ostindien dann eine von einem Generalgouverneur verwaltete spanische Kolonie. 
Die oberste Kolonialbehörde und das oberste Gericht war der Consejo de Indias (Indienrat). Dieser trug dem König auch eine Liste möglicher Gouverneure vor. Ihr unterstellt war die Casa de Contratación, die neun Jahre nach der Entdeckung Amerikas im Jahr 1503 gegründet wurde.
In Manila bestand ab 1583, mit Unterbrechung zwischen 1589 und 1595, zur Rechtsprechung eine Real Audiencia.
Die Kolonie war aufgrund der spanischen Verfassung von Cádiz (1812) zeitweilig in den Cortes in Madrid vertreten, bis diese liberale Verfassung durch die von 1837 abgelöst wurde.

### Generalkapitanat des Vizekönigreichs Neuspanien

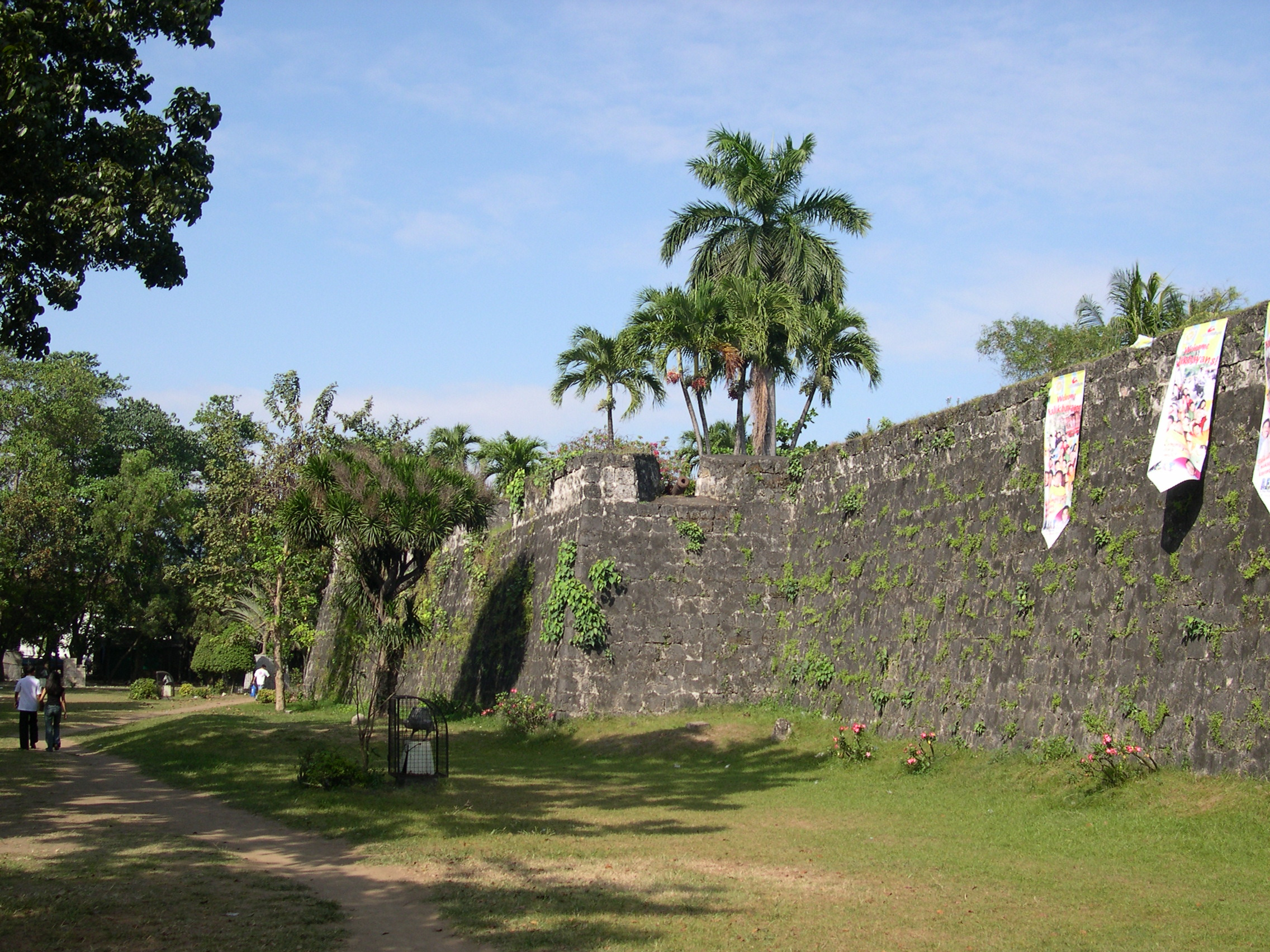
Die 1565 angelegte Festung Fuerza de San Pedro, Philippinen

Mit der Suche nach einem Seeweg von den amerikanischen Häfen Neuspaniens zu den Inseln Südostasiens versuchten die Spanier an den Erfolgen Portugiesisch-Indiens im Gewürzhandel teilzuhaben. Der Portugiese Ferdinand Magellan entdeckte die Magellanstraße und so segelte er als erster mit einer kleinen Flotte vom Atlantik in den Pazifik und erreichte 1521 die Philippinen, wo er starb. Seine Flotte segelte weiter in den Indischen Ozean, dann in den Atlantik und weiter bis nach Europa. Das einzige von der Expedition zurückkehrende Schiff, die Victoria, brachte 26 Tonnen Gewürze von der Insel Tidore im Archipel der Molukken mit. Die nächste Expedition erfolgte in den Jahren 1542 bis 1544 von Neuspanien aus unter Ruy López de Villalobos, wobei Palau entdeckt wurde. 1565 konnte von Miguel López de Legazpi die erste erfolgreiche Siedlung San Miguel (heute Cebu City) auf den Philippinen gegründet werden. 1570 wurde das von Muslimen bewohnte und von Rajah Sulayman geführte Maynilad erobert und in Manila umbenannt. 1571 wurde Cebu zur Hauptstadt, 1595 dann Manila. Brunei wurde 1578 erobert, doch konnte es nicht gehalten werden.
Der Achtzigjährige Krieg (1568–1648), in dem die Niederlande ihre Unabhängigkeit vom spanischen König erkämpften, hatte auch Folgen in Südostasien. So übernahm die 1602 gegründete Niederländische Ostindien-Kompanie von den Portugiesen den Gewürzhandel und etablierte Niederländisch-Indien mit den Inseln Indonesiens als wesentlichem Bestandteil. Die um 1600 gegründete Britische Ostindien-Kompanie übernahm von den Portugiesen die Führung im Handel mit Indien, obwohl Portugiesisch-Indien mit Goa als Zentrum bis ins 20. Jahrhundert Bestand hatte. Dadurch erhielt Spanien Konkurrenten, wodurch die weitere Expansion behindert wurde. 

Ein japanisches Rotsiegel-Schiff der Handelsfamilie Araki.

In der Epoche des Nanban-Handels bestand etwa zwischen 1600 und 1623 eine Handelsroute von Manila nach Japan, die ein spanisches Schiff etwa jährlich befuhr. Außerdem betrieben die Japaner damals selber Fernhandel mit den sogenannten Rotsiegel-Schiffen. In der Zeit von 1604 bis 1624 segelten 50 Rotsiegel-Schiffe nach Manila und es gab sogar einen japanischen Handelsposten mit 300 bis 400 Personen im Jahr 1593 in Dilao, bei Manila. Nach dem Beginn der Christenverfolgung in Japan flüchteten dann bis zu 3000 Personen nach Dilao (s. a.: Christentum in Japan). Des Weiteren gab es Reisen von japanischen Gesandten, so war von 1582 bis 1590 Ito Mancio unter anderem in Europa bei Philipp II. und von 1613 bis 1620 war Hasekura Tsunenaga in Neuspanien und in Europa, um unter anderem mit Philipp III. ein Handelsabkommen zu vereinbaren, welches dieser aber ablehnte. Die Seereise bis nach Neuspanien unternahm der Gesandte auf dem in Japan gebauten Segelschiff San Juan Bautista. 
An der Küste im Nordwesten von Taiwan bestanden das Fort San Salvador bei Keelung von 1626 bis 1642 und das Fort Santo Domingo  bei Danshui von 1629 bis 1641. Die Spanier konnten sich aber nicht gegen die sich schon seit 1624 auf der Insel niedergelassenen Niederländer durchsetzen. 
Die Inselgruppe der Marianen wurde formell 1667 von Spanien in Besitz genommen, wobei speziell Guam als Zwischenstation auf der Handelsroute von Acapulco nach Manila von Bedeutung war. 
Im 16. und 17. Jahrhundert gab es immer wieder auf den Molukken-Inseln Ternate und Tidore spanische Forts, die allerdings nur kurzzeitig Bestand hatten. Die Gegner waren einheimische Muslime, Portugiesen und später Niederländer.

### Unter direkter spanischer Herrschaft
Die direkte spanische Herrschaft Spanisch-Ostindiens dauerte von 1821 bis 1898. Eine territoriale Ausweitung gelang nur noch, als die Inselgebiete der Karolinen, der Marianen und Palau von Spanien formell in Besitz genommen wurden. Anfänglich wurde dem spanischen Anspruch vom Deutschen Reich in der sogenannten Karolinenfrage widersprochen, doch Papst Leo XIII. entschied 1885 zu Gunsten Spaniens. 
Der Spanisch-Amerikanische Krieg vom 25. April 1898 bis zum 12. August 1898 war ein Zusammenspiel zwischen den Aufständischen des philippinischen Katipunan und dem Asiengeschwader der Vereinigten Staaten unter Commodore George Dewey. Dabei wurde das spanische Geschwader unter Konteradmiral Montojo in der Schlacht in der Bucht von Manila besiegt (unter Beobachtung eines deutschen Geschwaders). Der Krieg endete mit der Kapitulation der Spanier gegenüber den Amerikanern. Anschließend verkaufte Spanien den USA gegen Zahlung von 20 Millionen Dollar ihren philippinischen Besitz. Am 12. Juni 1898 erklärten sich die aufständischen Philippinen für unabhängig, doch führte das nur zum Philippinisch-Amerikanischen Krieg von 1899 bis 1902. Am 21. Juni 1898 eroberten US-Truppen die südlichen Marianen (Guam). Am 12. Februar 1899 wurden mit dem Deutsch-Spanischen Vertrag die Karolinen, die nördlichen Marianen und Palau für 17 Millionen Mark ans Deutsche Reich verkauft.

## Bevölkerung
Die Inseln der Marianen waren vor der Ankunft der Spanier bereits ein vom Volk der Chamorro besiedeltes Gebiet. Speziell auf Guam, der größten Insel des Archipels, gab es Bemühungen eine Kolonie zu errichten. Zwischen 1668 und 1695 kam es zu heftigen Kämpfen zwischen den Kolonisten und den Einheimischen, deren Auslöser die Christianisierung der Chamorro war. Darüber hinaus enthüllte eine Volkszählung im Jahr 1710, dass die Bevölkerungszahl auf nur noch zehn Prozent ihres einstigen Wertes gefallen war. Man vermutet, dass dies durch eingeschleppte Krankheiten verursacht wurde, wohingegen andere Wissenschaftler diesen Zusammenbruch der Bevölkerung wegen des langen Eroberungskriegs als Völkermord bewerten.
Auch auf den philippinischen Inselgruppen Luzón und Visayas christianisierten die Spanier die einheimische Bevölkerung. Auf der südlichen Inselgruppe Mindanao konnten die Sultanate dort, etwa das Sultanat von Sulu, das Sultanat von Maguindanao und das Sultanat von Buayan, lange Zeit nicht besiegt werden und so gelang auch keine vollständige Christianisierung der Bevölkerung. Der Konflikt zwischen einem Teil der muslimischen Moros und der Regierung in Manila besteht bis heute.

## Wirtschaft
Philipp II. bestimmte 1593, dass der Handel zwischen China und Neuspanien (Acapulco) nur über den Hafen von Manila verlaufen durfte, die Vorschrift galt bis 1813. Mit Hilfe eines Systems von Handelslizenzen wurde die Ein- und Ausfuhr von Waren durch die spanische Casa de Contratación organisiert. Der Handel sah so aus, dass Silber aus Neuspanien (aus Zacatecas und Potosí) nach Manila gebracht wurde und dort konnten fremde Händler ihre Waren gegen Silber tauschen. Diese Waren gingen dann mit eigenen Schiffen, den Manila-Galeonen, nach Acapulco und von dort teilweise weiter nach Spanien.
Der Real Compañía de Filipinas bestand von 1785 bis 1834. Das Unternehmen war auf Anweisung von Karl III. für den direkten Handel (und damit in Konkurrenz zu Amerika) zwischen Spanisch-Ostindien und Spanien gegründet worden. So sollte der Handel zwischen Spanisch-Ostindien und dem Mutterland befördert und der Export philippinischer Agrargüter organisiert werden. Auch der direkte Handel mit Indien und China wurde erlaubt. Die wichtigsten agrarischen Exportgüter waren: Tabak, Zucker und Abacá.